# Kovács Nikolett (motorversenyző)

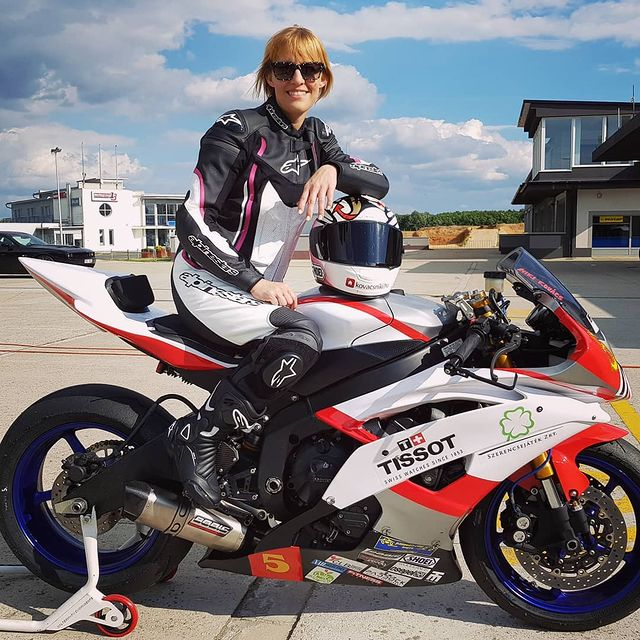

Kovács Nikolett (Budapest, 1982. augusztus 30. –) gyorsasági motorversenyző, sportújságíró, MotoGP-szakértő. Szülei raliversenyzők voltak, 1978-ban magyar bajnoki címet nyertek. A legeredményesebb magyar női motorversenyző. Női Európa-bajnoki harmadik,  férfiak között többszörös Európa-bajnoki pontszerző, nemzetközi Alpok-Adria bajnoki futamon, katari nemzetközi bajnokságban dobogós.

## Pályafutása
A magyarországi minimotorozás egyik alapító tagja.  Első motorját, ami egy elektromos Vespa volt, másfél éves korában kapta. 1986-ban, négyévesen kezdett benzines motorral motorozni. Első benzines motorja egy Romet volt, ám ekkor még nem érte el a kuplungot, így egy automata Babettára ült át.
1991-2002 között két szakágban (gyorsasági és szlalom), öt kategóriában (50 cm³ automata, 50 cm³ váltós, 80 cm³ félautomata, 80 cm³ váltós, robogó) 29 magyar bajnoki címet és 6 kupasorozatot nyert. 1998 őszén mutatkozott be a 125 GP kategóriában.
2000-ben gerinctörést szenvedett a magyar bajnokság Mostban rendezett fordulójának időmérő edzésén. Nyolc hónapos kihagyás után, 2001 tavaszán úgy döntött, folytatja sportolói karrierjét. 2003-ban indult először Európa-bajnoki futamon Rijekában, ahol széria motorjával rögtön kvalifikálta magát a versenyre.
2004-ben a 9. helyen végzett az Alpok-Adria Bajnokságban.
2005-ben első magyar nőként végzett dobogón nemzetközi versenyen, amikor az Alpok-Adria Bajnokság 125 GP kategóriájában a májusi rijekai versenyen harmadik lett, négy századdal lecsúszva a második helyről. 2005-ben egy bokatörést követően, első magyar nőként pontszertő helyen végzett az Európa-bajnokság portugál futamán. 
2007-ben első magyar nőként kapott lehetőséget a MotoGP 125GP kategóriájában való bemutatkozásra. 
2008-ban anyagi okok miatt kategóriát váltott, Stock600-ban folytatta a versenyzést. Debütáló évében rögtön a harmadik helyen végzett a Női Európa-bajnokságban. 
Ugyanebben az évben a Magyar Motorsport Szövetség az Év motorversenyzőjének választotta.

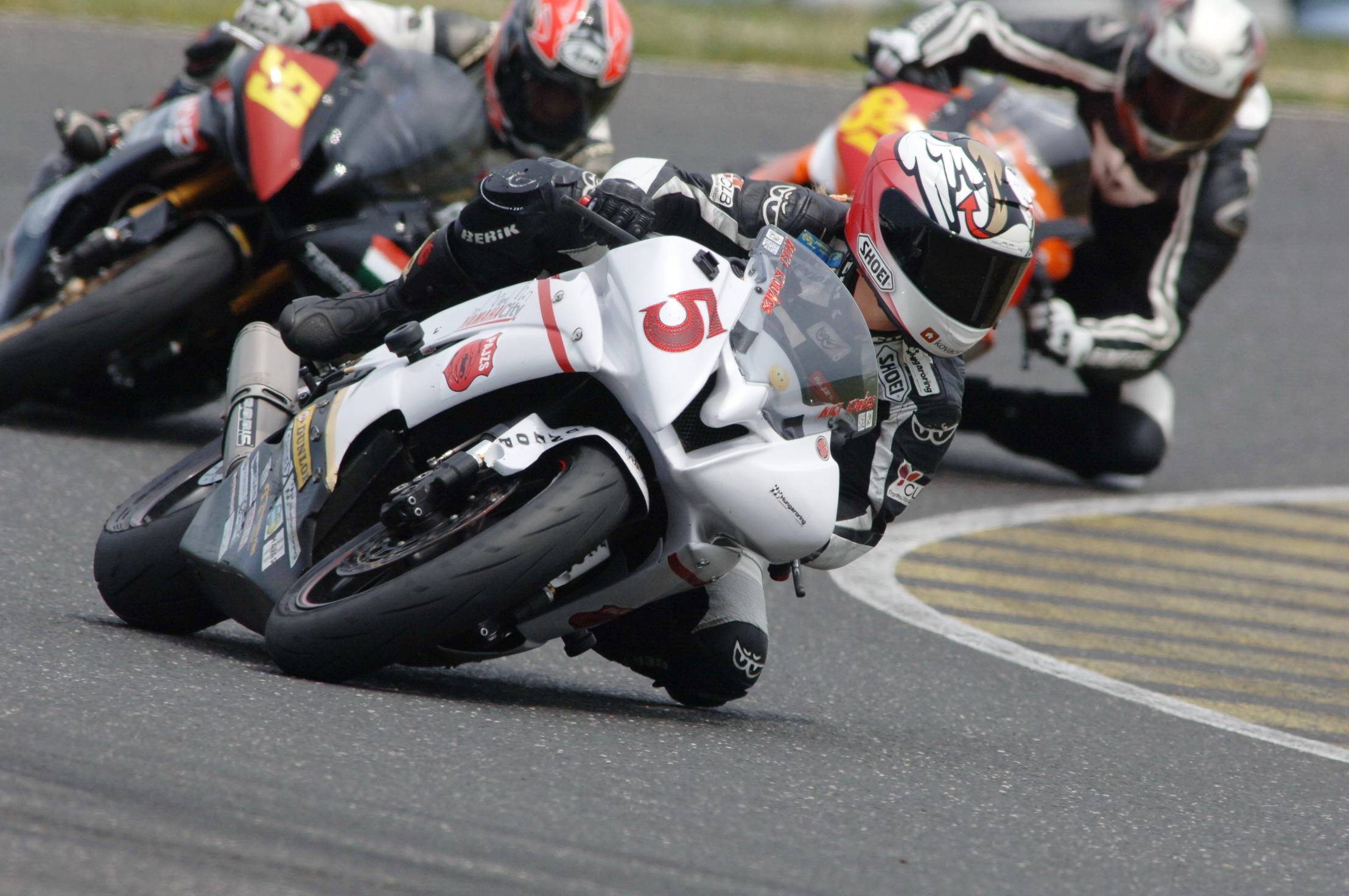
Kovács Niki 2012-ben a Magyar Bajnokság Pannónia-ringi fordulóján

2011-ben egy női csapat tagjaként részt vett az Endurance Világbajnokság utolsó futamán Losailban, ahol a 8 órás versenyen 6. helyen értek célba a Stock1000-es kategóriában.
Ugyanebben az évben 3. lett a Magyar Köztársaság Országos Bajnokságában (férfiak között)  a Superstock600-as géposztályban, illetve másodjára is megnyerte a MAMS Női Kupát.
2012-ben a Stock600-as kiírásban Katarban is dobogóra állhatott, egy évvel később pedig egy ponttal lemaradva az év végi bronz éremről, az összetett negyedik helyen végzett.
Két év kihagyás után 2017-ben az Alpok-Adria Bajnokság néhány futamán állt rajthoz, ahol négy alkalommal pontszerző helyen végzett a férfi mezőnyben.

## Rekordok
- Első és egyetlen magyar női dobogós nemzetközi motorversenyen (Alpok-Adria bajnoki futam Fiume 2005.)
- Első magyar női Európa-bajnoki pontszerző (2005. Braga 125GP)
- Egyedüli magyar női világbajnoki résztvevő (MotoGP 2007. Isztambul)
- Az első, kimondottan nőknek kiírt magyarországi versenysorozat (I. Dunlop Trophy for Ladies) győztese 2009-ben
- Egyedüli magyar női résztvevő a Supersport világbajnokságon (2010. Misano)
- Egyedüli magyar női induló és pontszerző (!) az Endurance világbajnokságon (2011. Losail), 6. hely
- Női pályacsúcs tartója a Hungaroringen egy Stock600-as Yamaha R6-ossal (1:56.914)
- Női pályacsúcs tartója a Pannónia-Ringen egy Stock600-as Yamaha R6-ossal (2:00.416)

## Díjak, kitüntetések

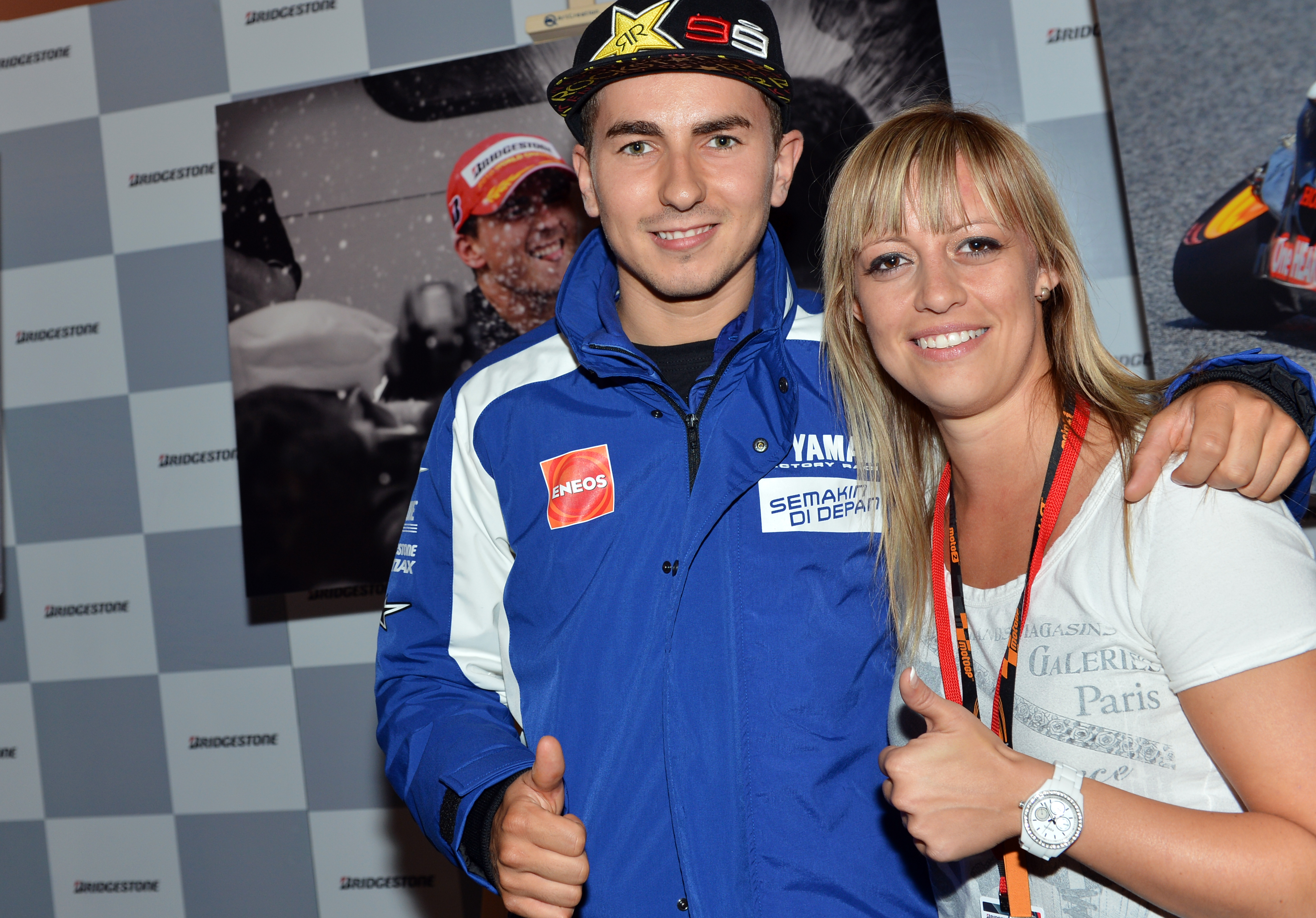
Kovács Niki és Jorge Lorenzo a 2012-es Bridgestone MotoGP-fotópályázat eredményhirdetésén a győztes képpel a háttérben.

- 1992 Fair Play-díj a Magyar Olimpiai Bizottságtól
- 1995-2003 A Magyar Köztársaság „Jó Tanulója – Jó Sportolója” nyolc alkalommal
- 2005 Legeredményesebb női motorversenyző (Magyar Motorsport Szövetség által)
- 2005 Köztársasági ösztöndíj (Oktatási Minisztérium)
- 2008 Az év motorversenyzője (Magyar Motorsport Szövetség által)
- 2009 Miniszteri Elismerő Oklevél (a sportot felügyelő minisztertől)
- 2009 Polgármesteri Kitüntetés lakóhelyének (Budapest, XIII. kerület) vezetőjétől kimagasló sportteljesítményéért
- 2010 Nívódíj a Magyar Sportújságírók Szövetségétől
- 2012 Bridgestone MotoGP-fotópályázat győztese
- 2013 Bridgestone MotoGP-fotópályázat második helyezettje

## Érdekességek
- Első szava a „motoj” volt.

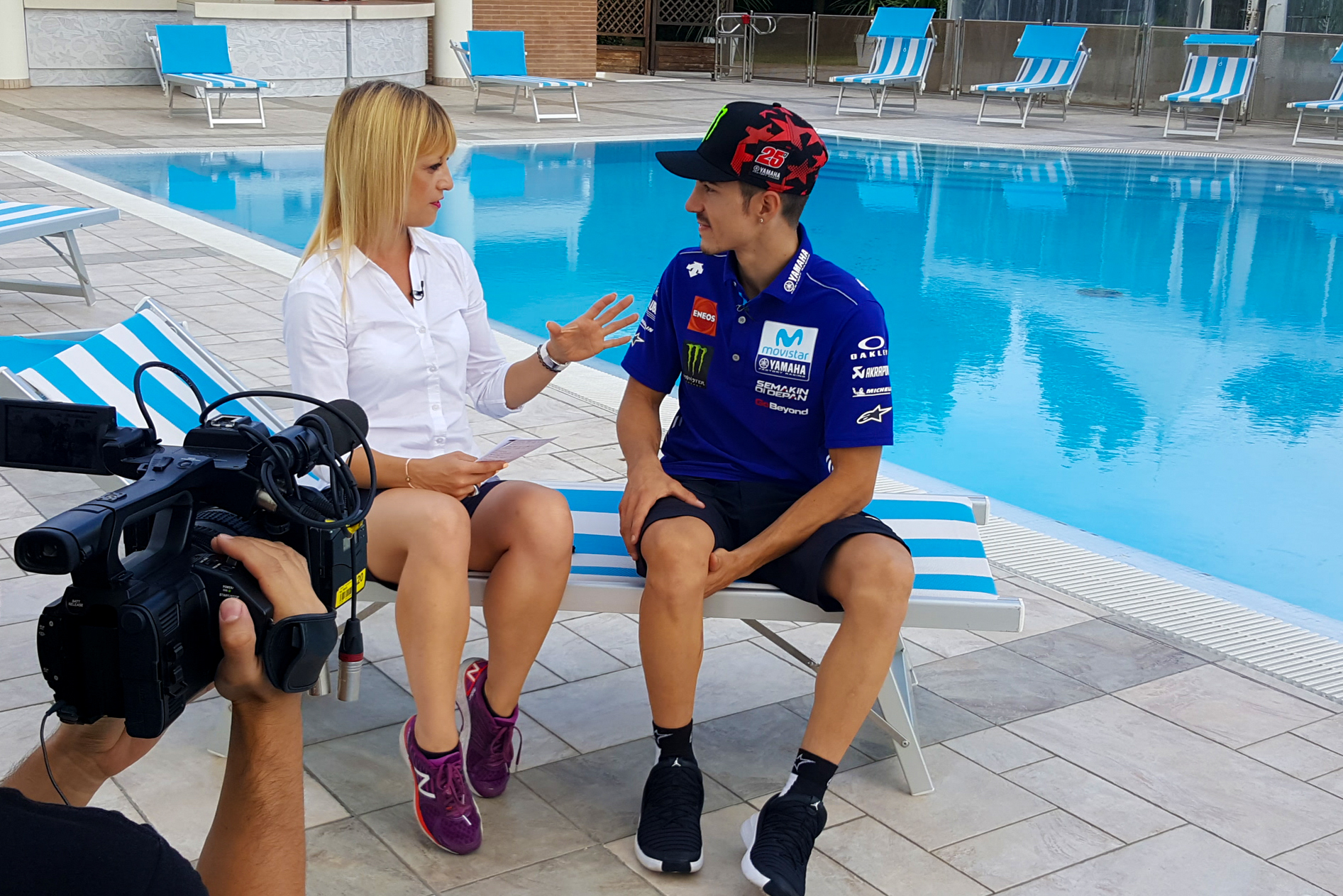
Kovács Niki interjú közben Maverick Vinales-szel Misanóban

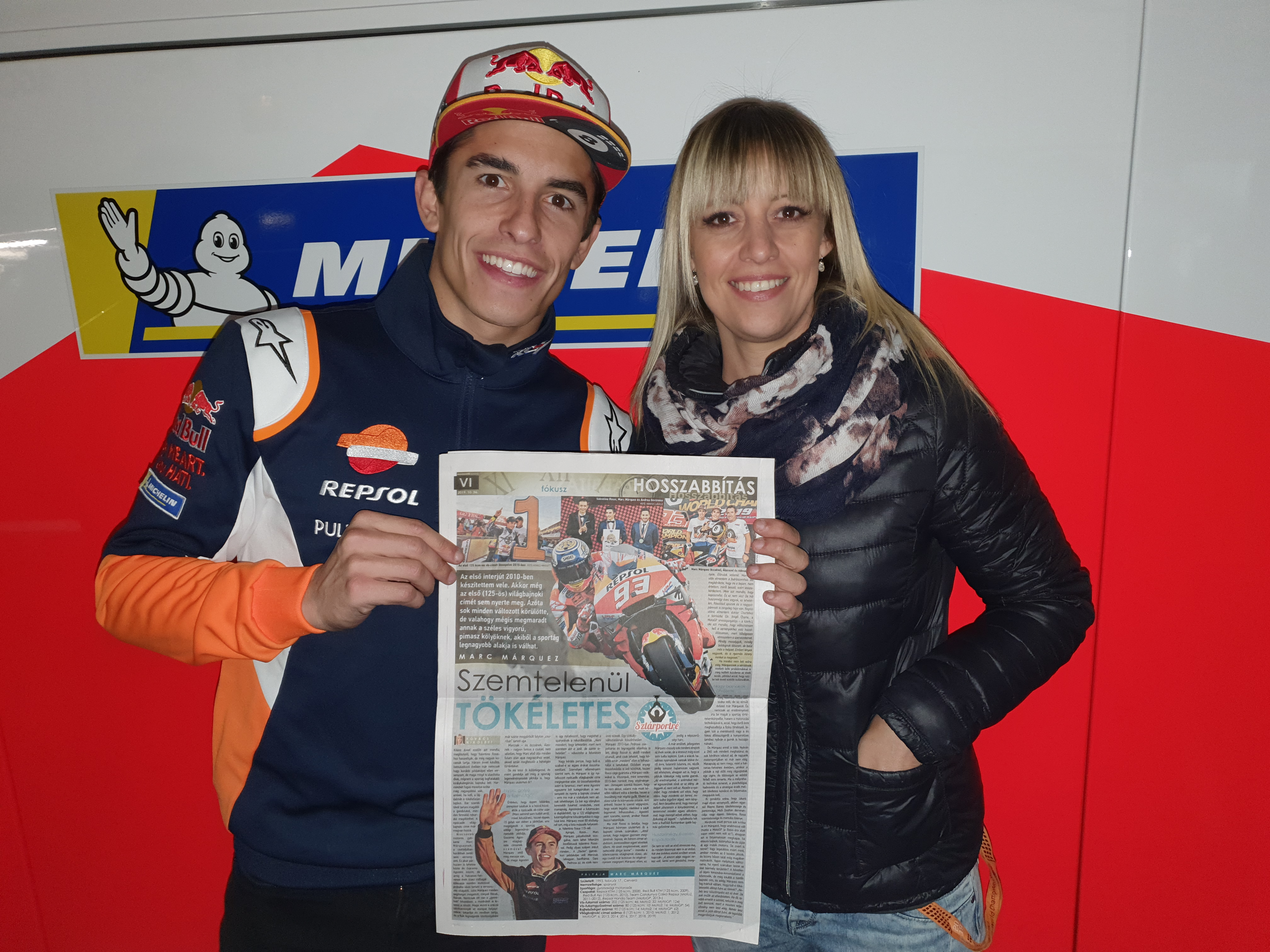
Kovács Niki újságíró Marc Márquezzel és a Nemzeti Sportban megjelent cikkel 2019-ben

- Háromévesen szerepelt a T.I.R. című olasz-magyar filmsorozat egyik epizódjában és a főcímben.
- 1989-ben, hétévesen egyedül vezette Krasznai János kamionversenyző 1700 lóerős Mercedes kamionját a Hungaroringen.[8]
- Általános iskolás évei alatt versenyszerűen ritmikus sportgimnasztikázott is. Legjobb eredménye egy második hely a Budapest Csapatbajnokságban.
- 2005 szeptemberében a Magyarországon egyéves Penthouse magazin jubileumi címlaplánya.
- 2008-ban a Red Bull Formula Una választás magyarországi fordulójának egyik zsűritagja.
- 2009-ben a VIII. Budapesti Motor Kiállítás háziasszonya.
- A Verda Napok rendezvénysorozat 2009-es állomásainak háziasszonya.
- 2007 óta logóját, 2008-tól rajtszámát és nevét is Swarovski kristályok díszítik a motorján.
- Két könyvet is jegyez társszerzőként és szerkesztőként: A-Z igazi Vale (2008) – az egyetlen magyar nyelvű könyv Valentino Rossiról –, MotoGP A-tól Z-ig (2010).
- 2007-től vesz részt akkreditált újságíróként a fotósként a MotoGP-n, 2011-től éves akkreditációval. Több mint 100 futamot követett már végig a helyszínen MotoGP-szakértőként.
- 2009-2011 között a Sztár Sport újságírója.
- 2015-től a Nemzeti Sport Online MotoGP-tudósítója.
- 2017-2018-ban a SpílerTV helyszíni riportere, állandó szakértő stúdióvendége a MotoGP-közvetítések során.
- 2019-ben elindította saját, MotoGP-vel foglalkozó YouTube-csatornáját, magyar és angol nyelvű háttéranyagokkal és interjúkkal.